# Ombriano
Ombriano (Umbrià in dialetto cremasco) è un quartiere suburbano di Crema, posto ad ovest della città, lungo la strada per Lodi.

## Storia

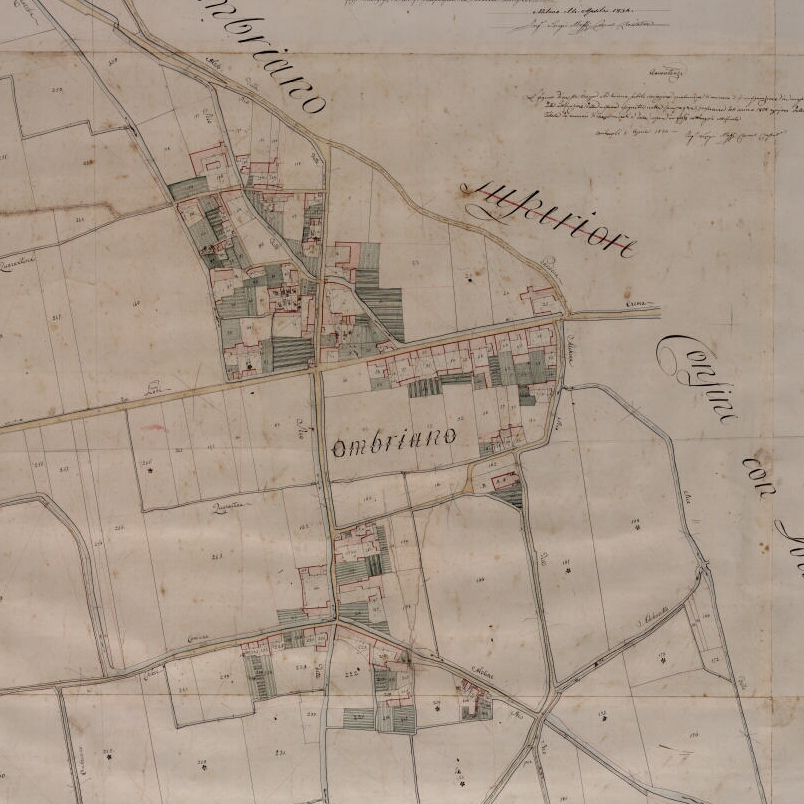
Estratto della "Mappa originale del Comune censuario di Ombriano", anno 1814, conservata presso l'Archivio di Stato di Milano.

La località fu citata per la prima volta nel 1079, nell'elenco di una serie di donazioni effettuate da Giselberto IV nei confronti dell'abbazia di Cluny allo scopo di fondare il monastero di San Paolo d'Argon. Nel documento si fa cenno ad una cappella di San Pietro affiancata da un cimitero, presso la quale, come si evince in un documento del 1081, fu costruita una cella monastica retta da monaci benedettini cluniacensi.
Risale al 1155, invece, la prima attestazione dell'esistenza di una chiesa dedicata a Santa Maria.
Nei secoli successivi Ombriano è stato un borgo agricolo posto lungo la strada per Lodi, per quanto amministrativamente autonomo, pressoché sempre legato alle vicende storiche di Crema.
Nelle sue campagne si svolse nel 1514 la battaglia di Ombriano tra le truppe vincitrici del condottiero Renzo da Ceri e le soldatesche del duca di Milano Massimiliano Sforza, evento che sancì il ritorno di Crema alla Repubblica di Venezia.
Dopo la battaglia di Lodi tra il 9 e l'11 maggio 1796 vi transitò la retroguardia austriaca composta da 40 000 soldati in ritirata; il giorno 12 vi si accamparono le truppe francesi che spogliarono e depredarono gli abitanti e profanarono la chiesa.
Perduto il borgo la propria autonomia nel 1797, la riottenne nel 1805, per poi di nuovo essere aggregato a Crema nel 1809. Recuperò la propria autonomia nel 1816 con la costituzione del Regno Lombardo-Veneto.
All'Unità d'Italia (1861) contava 1 544 abitanti. Nel 1865 al Comune di Ombriano fu aggregato il Comune di Porta Ombriano.
Nel 1928 il Comune di Ombriano fu annesso definitivamente alla Città di Crema.

## Monumenti e luoghi d'interesse

### Architetture religiose

#### Chiesa parrocchiale di Santa Maria Assunta
L'edificio, dedicato a Santa Maria Assunta, risale al 1779 e si presenta completamente in laterizio.
Notevole l'interno decorato da Angelo Bacchetta nel 1890, mentre agli altari sono conservate pregevoli tele tra le quali Nascita di Gesù e Adorazione dei Magi di Giovan Battista Lucini, la serie sulla Vita di Maria di Gian Giacomo Barbelli, un Miracolo di Sant'Antonio da Padova di Tomaso Pombioli, una Presentazione di Gesù al Tempio di Giambettino Cignaroli, un Martirio di San Giovanni Evangelista di Jacopo Palma il Giovane, una Madonna col Bambino attribuita a Callisto Piazza, una Madonna con San Gottardo e Santa Barbara di Vittoriano Urbino. Le stazioni della via Crucis sono opera di fra Luigi Cerioli.

#### Cimitero dei Morti delle Tre Bocche
Costruito in stile barocco nel 1705 lungo la strada per Lodi; vi sono sepolti una trentina di soldati dell'esercito di Eugenio di Savoia annegati a Cassano d'Adda e trasportati fin qui dalla corrente della roggia Comuna.

#### Cappella della Madonna dei Tre Ponti
Cappella votiva costruita all'incrocio tra la roggia Comuna e la roggia Alchinetta. Il dipinto raffigura La Vergine con il Bambino, fra San Giuseppe e San Francesco ed è stato realizzato da Rosario Folcini

### Architetture civili
Villa Benvenuti - Clavelli

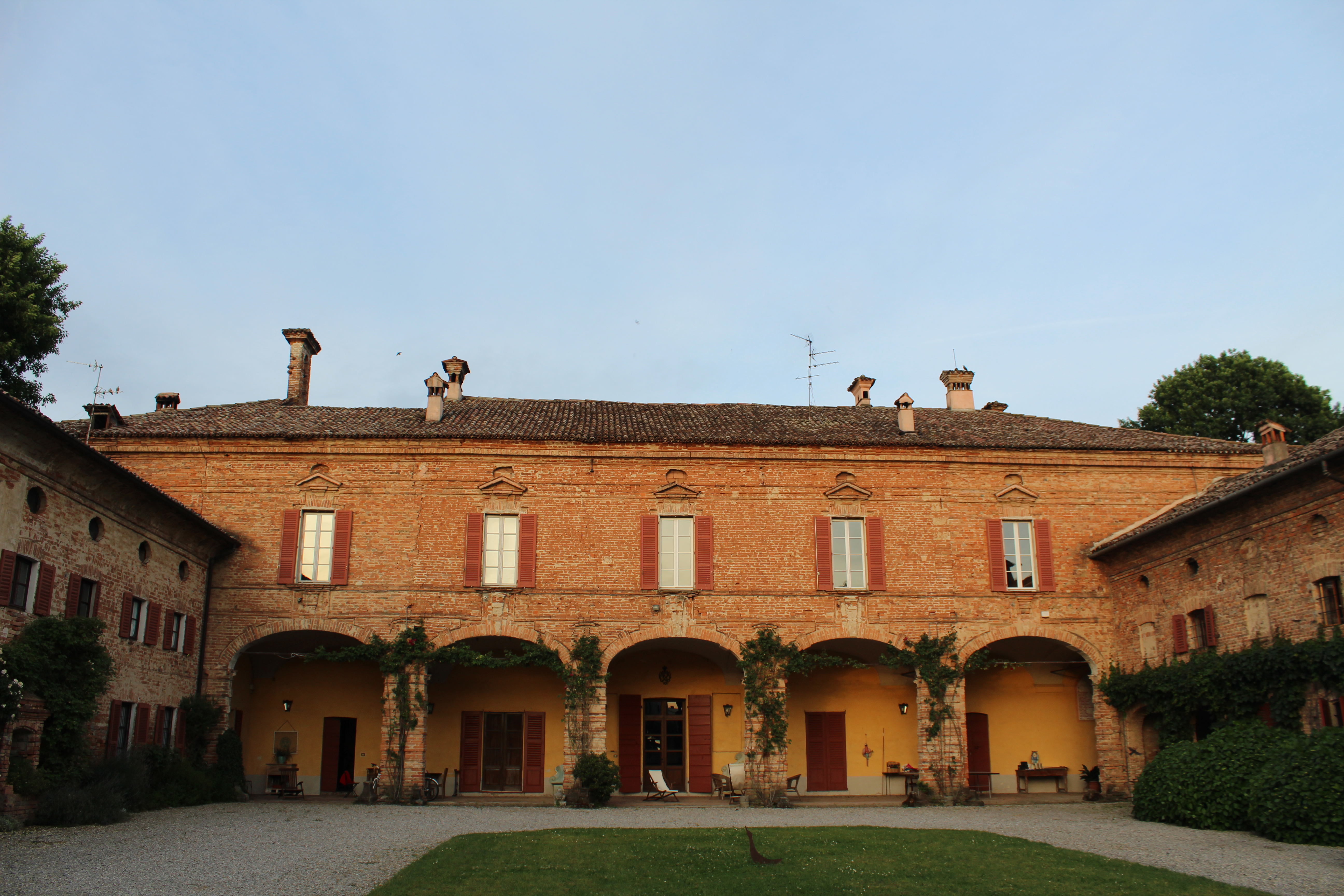
Villa Benvenuti - Clavelli Sec. XVI

Elegante edificio barocco, si presenta totalmente in mattone a vista. Costruito dalla famiglia dei conti Clavelli, appartiene dal 1818 al ramo oggi detto "di Ombriano" di una delle più illustri famiglie del cremasco; a detto ramo appartennero, tra gli altri, Giovanni Battista Benvenuti (1658-1693), insignito del titolo di conte dall'imperatore Leopoldo I d'Asburgo grazie al servizio prestato nella guerra contro i Turchi, il conte Francesco Sforza Benvenuti (1822-1888), storico, e il conte Lodovico Benvenuti (1899-1966), patriota, europeista, fondatore del CNL di Crema, Segretario Generale del Consiglio d'Europa, membro fondatore del Partito Popolare Europeo, deputato costituente e nella I e II legislatura.

#### Villa Rossi
Grande palazzo di gusto neogotico, ricostruito nel XIX secolo dal conte Vincenzo Toffetti, quindi appartenne alla famiglia Rossi Martini, quindi al senatore Mario Crespi che durante gli anni della seconda guerra mondiale vi trasferì redazione e rotative del Corriere della Sera.
Sebbene presenti all'esterno le caratteristiche di un tempo con torrette, archetti pensili, ornamenti in ferro, allo stato attuale è del tutto snaturato nel contesto urbano sortogli attorno: fino al secondo dopoguerra, infatti, era circondato da un maestoso parco e un viale oggi scomparso collegava la villa alla fattoria-modello di Ombrianello.

#### Villa Vailati
Edificio di origini settecentesche, modificato nell'Ottocento ed inserito in un vasto giardino all'inglese.

#### Cascina Ombrianello
Insediamento colonico progettato attorno al 1880, esempio di architettura rurale del XIX secolo, con corpi indipendenti e razionalmente disposti.

## Società

### Tradizioni e folclore
Gli abitanti di Ombriano hanno una scormagna (soprannome): pélabròch (letteralmente: pela rami). Il nome potrebbe essere inteso come danneggiatori, vandali, a indicare il carattere litigioso attribuito un tempo ai residenti.

## Cultura

### Istruzione

#### Scuole
Nel quartiere ha sede l'Istituto comprensivo Crema Due Margherita Hack che gestisce la scuola primaria intitolata all'onorevole Lodovico Benvenuti e la scuola secondaria di primo grado dedicata a Claudio Abbado.
Vi ha sede anche la Fondazione Asilo Infantile Ombriano (1875) che gestisce una scuola dell'infanzia paritaria.

## Infrastrutture e trasporti
Fra il 1880 e il 1931 nella località era presente una fermata della tranvia Lodi-Crema-Soncino.